# Hermann Müller Thurgau
Hermann Müller (Turgóvia, 21 de outubro de 1850 — 18 de janeiro de 1927) foi um botânico, biólogo, fitologista e enólogo suíço. Tornou-se conhecido por ter criado a Müller-Thurgau em 1882, uma videira muito usada na vinificação do vinho.